# Prezydenci Sudanu

Sztandar prezydenta Sudanu

Lista prezydentów Sudanu:
| Osoba                          | Osoba   | Osoba | Kadencja          | Kadencja          | Partia polityczna                          |
| #                              | Portret | Imię i nazwisko | Od                | Do                | Partia polityczna                          |
| ------------------------------ | ------- | --- | ----------------- | ----------------- | ------------------------------------------ |
| –                              |         | Rada Rządowa Skład: Abd al-Fattah Muhammad al-Maghrabi Muhammad Ahmad Jasin Ahmad Muhammad Salih Muhammad Usman ad-Dardiri Siricio Iro Wani | 1 stycznia 1956   | 17 listopada 1958 | –                                          |
| wakat (17 – 18 listopada 1958) |         | |                   |                   |                                            |
| 1                              |         | Ibrahim Abbud (1900–1983) | 18 listopada 1958 | 16 listopada 1964 | wojskowy                                   |
| –                              |         | Sirr al-Chatim al-Chalifa (1919–2006) (pełniący obowiązki)                                                                                  | 16 listopada 1964 | 3 grudnia 1964    | Partia Umma                                |
| –                              |         | Rada Rządowa Skład: Abd al-Halim Muhammad At-Tidżani al-Mahi Mubarak Szaddad Ibrahim Jusuf Sulajman Luigi Adwok Bong Gicomeho               | 3 grudnia 1964    | 10 czerwca 1965   | –                                          |
| –                              |         | Rada Rządowa Skład: Isma’il al-Azhari Abd Allah al-Fadil al-Mahdi Luigi Adwok Bong Gicomeho Abd al-Halim Muhammad Chidr Hamad               | 10 czerwca 1965   | 8 lipca 1965      | –                                          |
| –                              |         | Isma’il al-Azhari (1900–1969) | 8 lipca 1965      | 25 maja 1969      | Demokratyczna Partia Unionistów            |
| 2                              |         | Dżafar Muhammad an-Numajri (1930–2009) | 25 maja 1969      | 6 kwietnia 1985   | wojskowy / Sudański Związek Socjalistyczny |
| –                              |         | Abd ar-Rahman Siwar az-Zahab (1934–2018) | 6 kwietnia 1985   | 6 maja 1986       | wojskowy                                   |
| –                              |         | Ahmad al-Mirghani (1941–2008) | 6 maja 1986       | 30 czerwca 1989   | Demokratyczna Partia Unionistów            |
| 3                              |         | Umar al-Baszir (1944–) | 30 czerwca 1989   | 11 kwietnia 2019  | wojskowy / Kongres Narodowy                |
| –                              |         | Ahmad Awad ibn Auf (1954–) | 11 kwietnia 2019  | 12 kwietnia 2019  | wojskowy / Kongres Narodowy                |
| –                              |         | Abd al-Fattah Abd ar-Rahman al-Burhan (1960–)                                                                                               | 12 kwietnia 2019  | nadal urzęduje    | wojskowy                                   |